# The New York Sessions
The New York Sessions ist ein Jazzalbum von Bill Allred. Die am 5. und 6. November 2009 in den Nola Studios in New York City entstandenen Aufnahmen erschienen am 22. Juni 2010 auf Arbors Records.

## Hintergrund
Bei diesen Sessions im Jahr 2009 traf der Posaunist Bill Allred mit einigen seiner Lieblingsmusiker aus New York zusammen, wie dem Gitarristen Howard Alden, der Bassistin Nicki Parrott und den Kornettisten Warren Vaché. Der Pianist Jeff Phillips, der Schlagzeuger Eddie Metz junior und Bills Sohn John Allred (der auch Posaunist ist) runden das Personaltableau ab. Bill Allred teilt sich den Gesangspart mit Parrott in Dave Frishbergs humorvollem „I Want to Be a Sideman“.

## Titelliste
- Bill Allred: The New York Sessions (Arbors Records ARCD 19395)[1]

1. Lullaby of Broadway (Al Dubin, Harry Warren) 5:31
2. Liza (All the Clouds'll Roll Away) (George Gershwin / Ira Gershwin, Gus Kahn) 4:07
3. Don't Worry 'Bout Me (Rube Bloom, Ted Koehler) 3:19
4. Day by Day (Sammy Cahn, Axel Stordahl, Paul Weston) 3:16
5. Davenport Blues (Bix Beiderbecke) 7:03
6. I Want to Be a Sideman (Dave Frishberg) 3:28
7. Red Top (Lionel Hampton, Ken Kynard) 6:42
8. Always (Irving Berlin) 5:40
9. This Can't Be Love (Lorenz Hart, Richard Rodgers) 7:13
10. Angel Eyes (Earl Brent, Matt Dennis) 5:15
11. Muskrat Ramble (Ray Gilbert, Kid Ory) 5:19
12. Ida! Sweet as Apple Cider (Eddie Leonard, Eddie Munson) 4:25
13. Sweet Sue, Just You (Will J. Harris, Victor Young) 5:43

## Rezeption
Ken Dryden verlieh dem Album in Allmusic viereinhalb Sterne und schrieb, Bill Allred sei ein versierter und erfahrener Posaunist. Obwohl es sich bei vielen der Songs um Jahrzehnte alte Schlachtrösser handle, würde jeder mit einer frischen Interpretation angegangen. Das Zusammenspiel der Gruppe bilde einen Höhepunkt des Albums mit der flotten Version von George Gershwins „Liza“, während die lateinamerikanische Hookline zu „Angel Eyes“ und Allreds skurril gedämpfte Posaune dem Ganzen eine nette Note verliehen. Die beiden Allreds würden in der Pop-Vertonung von „Lullaby of Broadway“ und dem Dixieland-Favoriten „Ida! Sweet as Apple Cider“ glänzen. Dies sei ein rundum unterhaltsames Album, das Fans des Mainstream-Jazz erfreuen dürfte.
Das Album sei eine bemerkenswerte Sammlung von Jazzmusik, die Allreds Meisterschaft auf der Posaune unter Beweis stelle, meinte David Starr. Allreds Posaunenspiel sei geradezu beeindruckend und sein reichhaltiger Ton und seine tadellose Technik kämen auf dem gesamten Album voll zur Geltung. Er sei in der Lage, durch sein Spiel ein breites Spektrum an Emotionen zu vermitteln, vom fröhlichen und lebhaften „Limehouse Blues“ bis zum besinnlicheren und introspektiveren „My One and Only Love“. Auch die anderen Bandmitglieder würden auf diesem Album glänzen und eine solide Grundlage für Allreds Posaunensoli bilden.